# Петерсен, Ханс Кристиан
Ханс Кристиан Петерсен (норв. Hans Christian Petersen; 11 августа 1793, Кристиансанн — 26 сентября 1862), Христиания) — норвежский государственный и политический деятель в период Шведско-норвежской унии, Первый министр правительства Норвегии (8 декабря 1858 — 12 декабря 1861), юрист. Генеральный прокурор Норвегии (1830—1837).

## Биография
До 1814 года изучал право в Копенгагенском университете и получил там степень юриста. Работал исполняющим обязанности мэра Крагеро. Позже возглавлял секретариат Военно-морского комиссариата по призыву, а затем в июне 1815 года стал секретарём нового Верховного суда Норвегии. В 1817 году Петерсен получил лицензию адвоката и в следующем году смог вести прибыльную юридическую практику в течение двадцати лет. Благодаря красноречию, приобрёл репутацию одного из первых юристов страны. В 1830—1834 годах служил «правительственным юристом», в 1837 году стал окружным судьей в Кристиании и в 1839 году вошёл в состав правительства, членом которого был более 22 лет, с 1858 года в качестве первого министра правительства Норвегии.
Министр военно-морского флота Норвегии (1839—1840, 1841—1843). Министр юстиции Норвегии (1845—1847, 1853, 1854—1855). Министр внутренних дел Норвегии (1848—1849). Министр сухопутных войск Норвегии (1851—1852, 1856—1857). Министр аудита Норвегии (1859—1861).